# Черво (Италия)
 Тази статия е за селото в Северна Италия.  За частта от храносмилателната система вижте Черво.  
Чѐрво (на италиански: Cervo; на лигурски: Sèrvu, Серву) е пристанищно село и община в Северна Италия, провинция Империя, регион Лигурия. Разположено е на брега на Лигурско море, на лигурското Западно крайбрежие. Населението на общината е 1128 души (към 2011 г.).